# Il meglio di me
Il meglio di me (The Best of Me) è un romanzo dello scrittore statunitense Nicholas Sparks, pubblicato in Italia nel 2012. L'adattamento cinematografico del libro, The Best of Me - Il meglio di me, è uscito negli Stati Uniti nell'ottobre 2014.

## Il libro
Il meglio di me è un romanzo sull'amore perduto che rimane impresso nella memoria per sempre, al di là delle distanze territoriali e temporali. Nella primavera del 1984, quando frequentavano il liceo, Amanda e Dawson si erano innamorati: profondamente, irrevocabilmente. Nonostante appartenessero a due mondi opposti, il loro amore sembrava tanto grande da sfidare le regole della vita di Oriental, la cittadina della Carolina del Nord dove erano cresciuti.
Dawson, segnato dalla violenza della sua famiglia, pensava che il sentimento per Amanda lo avrebbe riscattato da un destino di solitudine e infelicità. Per lei, Dawson era uno spirito libero e appassionato, tutto quello che la sua rigida educazione di ragazza perfetta le aveva negato. Ma alla fine di quell'ultima estate, imprevedibile e fulminea come un temporale d'agosto, le loro strade si erano bruscamente divise.
Ora, ventuno anni dopo, Amanda e Dawson si ritrovano a Oriental per il funerale di Tuck, il vecchio amico che un tempo aveva dato rifugio alla loro giovane passione. Nessuno dei due ha avuto la vita che sperava... e nessuno dei due ha dimenticato il primo sconvolgente amore che li aveva cambiati per sempre.
Mentre eseguono le ultime volontà di Tuck, espresse in tre lettere, scoprono in quelle pagine verità impensabili su chi è rimasto, chi se n'è andato e soprattutto sul loro legame.

## Trama
Dawson Cole è un quarantenne solitario, che lavora come operaio sulle piattaforme petrolifere a New Orleans. Non ha legami, e vive soltanto di alcuni ricordi della sua giovinezza: un amore perduto, un amico che non sente più da molti anni. Quando però riceve una telefonata da un avvocato della Carolina del Nord che lo avverte della morte di Tuck Hostetler, il suo amico che era stato quasi un padre per lui dato che l'aveva salvato dai maltrattamenti della sua famiglia di criminali, Dawson deve tornare a Oriental, la città dove viveva anni prima, per il suo funerale: si tratta di un tuffo nel passato. Ma il funerale di Tuck porta anche a una conseguenza inaspettata per Dawson: dopo vent'anni rivede Amanda Collier, il suo unico amore mai dimenticato, con la quale ha avuto una relazione molto intensa ed appassionata, che ha sfidato l'intera cittadina del North Carolina vincendo le differenze sociali: Amanda infatti appartiene ad una famiglia potente, mentre Dawson è figlio di un criminale. Ma, alla fine dell'estate più emozionante delle loro vite, le strade di Amanda e Dawson si dividono brutalmente: il ragazzo decide di lasciarla per non crearle più problemi nel rapporto con la sua famiglia e, in seguito ad un incidente automobilistico, era finito in carcere, rimanendoci per quattro anni. In seguito lascia Oriental trasferendosi in Louisiana. Amanda invece si iscrive all'università e qualche anno dopo sposa Frank, divenendo madre di tre figli: Jared, Lynn e Annette. Dopo venticinque anni, l'incontro tra Amanda e Dawson è carico di emozioni: nessuno dei due ha avuto la vita che desiderava; Dawson è rimasto sempre legato al passato, mentre Amanda ha avuto un matrimonio difficile, sia per il fatto di non essere mai riuscita a provare per il marito la stessa passione che la legava al suo grande amore, sia per la morte della sua quarta figlia Bea, in seguito alla quale il rapporto con Frank è degenerato, facendo precipitare l'uomo nell'alcolismo. Il giorno dopo essersi rivisti, Amanda e Dawson si recano dall'avvocato di Tuck, il quale illustra loro le ultime volontà del defunto: dopo essere stato cremato, vuole che i due spargano le sue ceneri in una casa a Vandemere. Infine l'avvocato consegna loro tre lettere: una indirizzata a Dawson, una ad Amanda e l'altra ad entrambi. Dopo essere partiti per Vandemere e aver eseguito le volontà di Tuck, spargendo le sue ceneri lì dove anni prima l'uomo aveva sparso quelle dell'adorata moglie Clara, Amanda e Dawson si avvicinano sempre di più, confidandosi i loro segreti più intimi, e cedendo finalmente alla passione. Il giorno dopo però Amanda si trova di fronte ad una scelta difficile: vorrebbe restare con Dawson per sempre, sapendo di non voler vivere senza di lui, ma si rende conto che è un sogno irrealizzabile; nella realtà lei è una donna sposata e con tre figli che un giorno potrebbero odiarla e accusarla di egocentrismo. Amanda e Dawson sono quindi costretti a dirsi addio una seconda volta, consapevoli però che il loro amore durerà per sempre al di là delle distanze. Dopo un indimenticabile weekend, il più lungo delle loro vite, ognuno torna alla propria quotidianità: Dawson deve rientrare a New Orleans, mentre Amanda a Durham dalla sua famiglia. Mentre sta per arrivare a casa però la donna riceve la telefonata del figlio Jared, che la informa di un incidente stradale in cui è rimasto coinvolto insieme al padre Frank. Amanda si precipita in ospedale, dove il marito, rimasto illeso, la mette al corrente delle condizioni di Jared, il quale, dopo essere arrivato in ospedale apparentemente in buona salute, ha avuto un arresto cardiaco. Amanda si sente sprofondare nello sconforto più totale quando i medici le dicono che solo un trapianto di cuore può salvare la vita del figlio. Dawson intanto è pronto a ripartire per la Louisiana, non volendo trattenersi a lungo ad Oriental nel timore di imbattersi nei suoi parenti criminali, Abee e Ted Cole, che conservano ancora del rancore nei suoi confronti. Una volta in viaggio però, attraversando il tratto di strada dove anni prima aveva ucciso un uomo nell'incidente automobilistico che lo aveva portato in carcere, Dawson vede il fantasma della sua vittima, David Bonner, che in realtà lo perseguita da molto tempo ma che ora sembra volergli indicare una via; Dawson allora scende dall'auto e inizia ad inseguire l'uomo, fino a quando giunge in un bar dove è in atto una violenta rissa: i suoi parenti, Abee e Ted Cole, stanno pestando a sangue Alan Bonner, il figlio di David. Dawson si sente quindi in dovere di salvare la vita del ragazzo, ma durante la colluttazione viene colpito da una pallottola e rimane ucciso. Abee e Ted Cole vengono immediatamente arrestati, mentre Alan Bonner è tratto in salvo. In ospedale, Amanda viene a sapere che è stato finalmente trovato un donatore e che si può quindi procedere al trapianto. Jared riesce quindi a salvarsi con un nuovo cuore, ma sa che potrà vivere al massimo per altri vent'anni. Quando Amanda riceve la notizia della morte di Dawson è addolorata, ma spera che un giorno potrà ricongiungersi con lui. Un anno dopo, Jared riceve notizie in merito al donatore, il cuore che batte nel suo petto è proprio quello di Dawson.

## Edizioni
- Nicholas Sparks, Il meglio di me, Frassinelli, 2011, ISBN 978-88-200-5162-4.